# Johann Georg Layritz
Johann Georg Layritz, auch Johann Georg Lairitz (* 15. Juli 1647 in Hof; † 4. April 1716 in Weimar), war ein deutscher Universalgelehrter, Prinzenerzieher in Bayreuth und Generalsuperintendent der Thüringer Kirchen.
Johann Georg Layritz war ein Sohn von Johann Layritz, Verwalter in Marktleuthen und Anna Maria, Tochter des Egerer Exulanten Christoph Bauer, der während des Dreißigjährigen Krieges floh und in Hof als Bürger und Uhrmacher aufgenommen wurde. Er hatte einen Bruder namens Johann Christoph, sein Neffe war somit Paul Eugenius Layritz.
Er besuchte das Hofer und das Bayreuther Gymnasium. Anschließend studierte er in Jena und wurde 1671 Magister. 1673 wurde er als Professor nach Bayreuth berufen und diente als Prinzenerzieher. Er unterwies die beiden Söhne von Georg Albrecht Erdmann Philipp und Georg Albrecht. Von 1688 bis 1698 war er als Nachfolger des in Ungnade gefallenen Heinrich Arnold Stockfleth Superintendent (Dekan) in Neustadt an der Aisch, wo es zu ersten Spannungen mit den Pietisten kam. Das Unterland erhielt durch Layritz 1693 ein eigenes Kirchengesangbuch. 1697 wurde er zum Generalsuperintendenten der Thüringer Kirchen, Oberhofprediger und Stadtoberpfarrer in Weimar berufen. Er führte in Thüringen die Konfirmation ein. Er fand Unterstützung bei Herzog Wilhelm Ernst.